# Westerlaankerk
De Westerlaankerk is een kerkgebouw in Hollum op Ameland in de Nederlandse provincie Friesland.
De gereformeerde kerk is in 1923 gebouwd naar plannen van aannemer Warringa. Boven de ingang staat de tekst Geeft den Heere de Eere Zijns Naams (Psalm 96 vers 8a). De balustrade van de orgelgalerij is het oude doophek uit de Blauwe Schuur, het eerste gereformeerde kerkgebouw in Hollum. Het orgel uit 1751 is gemaakt door Gerard Steevens. Het is in 1931 in de kerk geplaatst. Het torentje dat in 1946 werd verwoest door een storm is in 1995 herbouwd.
De kerk behoort sinds 2010 tot de Federatie Doopsgezind-Gereformeerd Ameland.